# Marino Baldini
Marino Baldini (Poreč, 12. srpnja 1963.), hrvatski arheolog i povjesničar umjetnosti, lokalni dužnosnik i zastupnik u Europskom parlamentu. Obnašao dužnost načelnika općine Vižinade. Član je brojnih kulturnih vijeća i udruga kulture. Služi se engleskim, njemačkim i talijanskim jezikom. Nakon izbora 2013. ušao je u Europski parlament s liste SDP-HNS-HSU, kao član SDP-a.